# 陶希聖

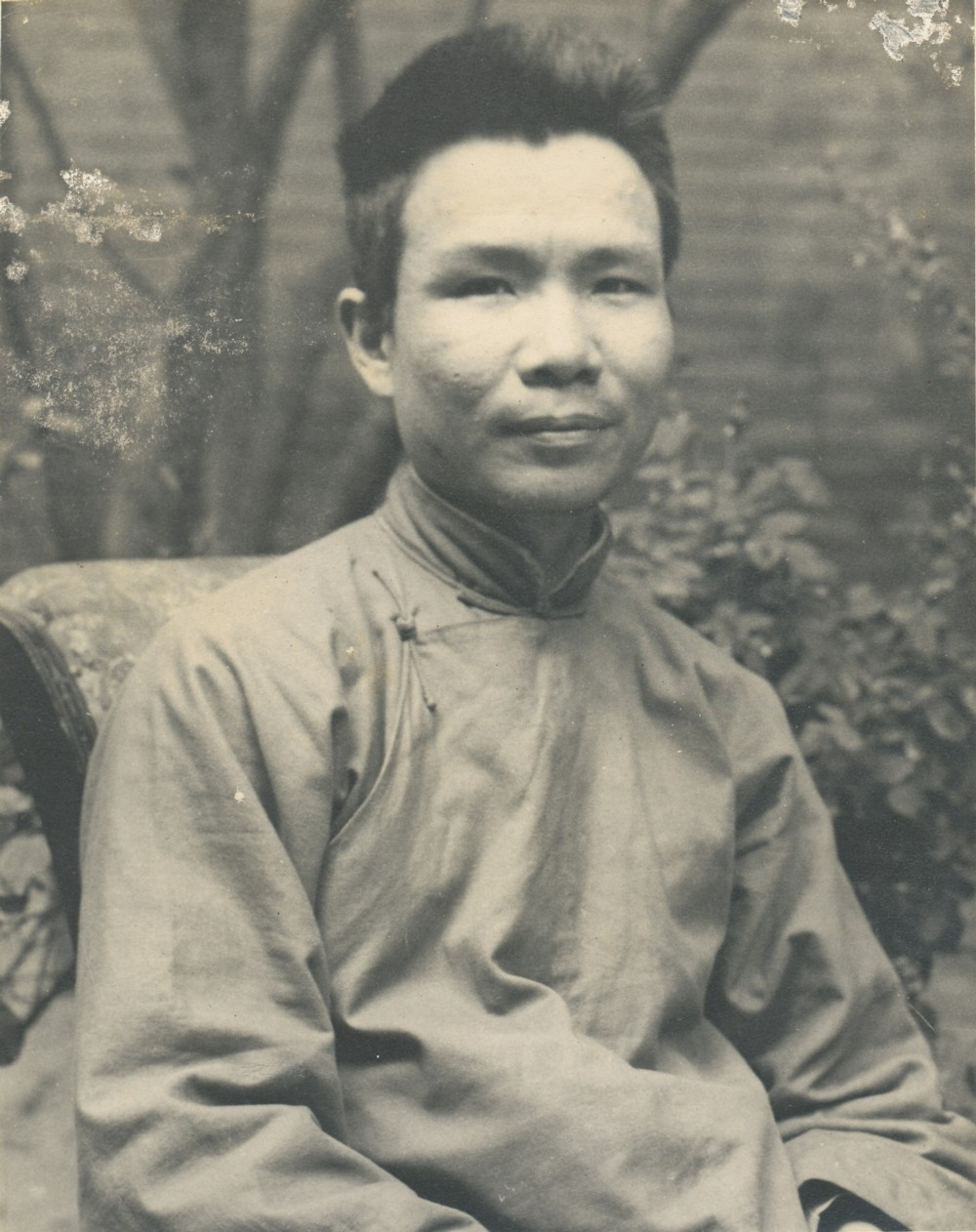
陶希聖（1930年代）

陶 希聖（とう きせい）は、中華民国の社会学者・政治学者・法学者・政治家。当初は中国共産党に属したが、後に中国国民党に転向する。また、汪兆銘（汪精衛）に随従して日本との和平工作に従事したが、汪兆銘政権成立直前に離脱したことでも知られる。名は彙曽だが、一般には字の希聖で知られる。

## 事跡

### 共産党から国民党へ
河南省立第一中学、武昌外国語専門学校を経て、1914年（民国3年）に国立北京大学予科に入学する。1918年（民国5年）、同大学法科に転じ、1922年（民国11年）に卒業した。卒業後は安徽省立法政専門学校の教員となり、1924年（民国13年）には上海商務印書館の編輯に転じた。
この年に、陶希聖は中国共産党に加入している。その後、私立上海大学教授、上海学生連合会顧問、『独立青年』主編などをつとめた。1927年（民国16年）初めに、中央軍校武漢分校中校政治教官、軍校政治部秘書、私立武昌中華大学法律教授、武漢国民政府中央教導師軍法処長等に任ぜられる。
同年7月、第一次国共合作の崩壊を受けて、陶は共産党を離党し、中国国民党に転じた。そして国民革命軍総政部秘書処少将処長兼宣伝処長、『党軍日報』社長に任ぜられている。翌年、南京中央軍校少将政治総教官兼訓練科長等に移った。1929年（民国18年）からは、私立上海復旦大学、国立曁南大学、私立中国公学、国立中央大学で教鞭をとる。1931年（民国20年）、国立北京大学教授に任命された。1929年から1935年にかけて、『食貨半月刊』の主編となっている。

### 対日和平工作からの離脱と重慶国民政府への復帰
1937年（民国26年）8月、陶希聖は国防参議会参議員に任ぜられ、日中戦争（抗日戦争）勃発後は武漢で芸文研究会を組織し、その主任となった。翌年6月、第1期国民参政会参政員に任ぜられたが、まもなく汪兆銘に随従してハノイへ脱出し、日本との和平工作に従事することになる。1939年（民国28年）9月、汪派の国民党で中央常務委員会委員兼中央宣伝部部長に任ぜられた。しかし1940年（民国29年）1月、日本側の和平条件の厳しさに不満を抱いた陶は、高宗武とともに香港へ逃亡し、『大公報』紙上にて和平条件である 日華新関係調整要綱を暴露したのである。これは汪らに対して強烈な政治的打撃となった。しかし同年に行われた桐工作により、過酷な和平条件は緩和された。
1941年（民国30年）には重慶に移り、軍事委員会委員長侍従室第2処第5組少将組長に任ぜられた。このときの陶希聖は、蔣介石著とされる『中国の命運』（『中国之命運』）を実際に執筆し、さらに国民党機関紙『中央日報』で総主筆をつとめている。戦後の1946年（民国35年）11月に、制憲国民大会代表に当選し、その翌年7月には国民党中央宣伝部副部長に任ぜられた。また、立法院立法委員にも選出されている。
1949年（民国38年）12月、台湾に逃れ、以後は総統府国策顧問、国民党設計委員会主任委員、中央党部第4組主任、革命実践研究員総講座などを歴任した。1968年（民国57年）に退職し、党中央評議委員に改めて任ぜられる。
1988年（民国77年）6月27日、台北市にて死去。享年90。

### 主な著作
- 『潮流与点滴』（自伝。中文。中国大百科全書出版社刊）
- 『中国社会と中国革命』
- 『中国社会史の分析』
- 『中国政治思想史』
- 『論道集』
- 『清代州県衙門における刑事裁判制度及びその手続』（原題：『清代州県衙門刑事審判制度及程序』）
- 『中国封建社会史』